# Homicidio doloso

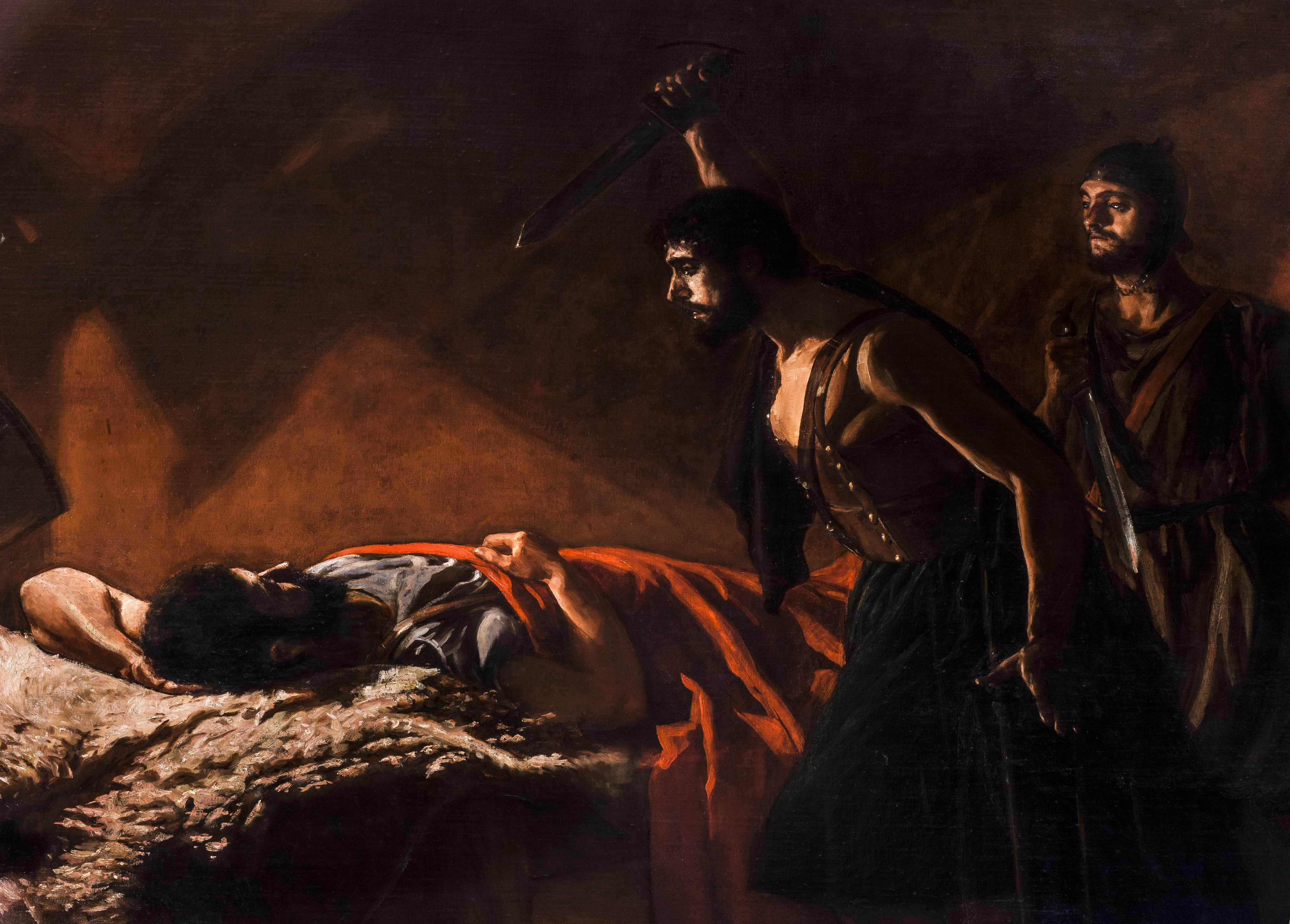
La muerte de Viriato (1890), de José Villegas. El caudillo lusitano Viriato fue traicionado y asesinado mientras dormía por sus embajadores, en conveniencia con el procónsul romano Quinto Servilio Cepión. De acuerdo con la leyenda, cuando los asesinos reclamaron su recompensa, el procónsul se la negó con la frase Roma no paga a traidores.

El homicidio doloso es un subtipo del homicidio que se caracteriza porque el criminal busca intencionadamente el resultado de muerte de la víctima.
El homicidio, por su parte, abarca tanto los casos intencionados como aquellos en los que la muerte se causa por negligencia, y que se denominan homicidios negligentes.
Es importante matizar que el criminal no tiene por qué conseguir el resultado (puede tratarse de un homicidio doloso en grado de tentativa o frustrado), sino que lo que diferencia al homicidio doloso del negligente es la intención inicial del que lo lleva a cabo.
También es homicidio doloso aquel en el cual el criminal lleva a cabo una acción a sabiendas de que con ello puede provocar la muerte de personas, y asume ese posible resultado a pesar de que la acción tenga otra finalidad. Ese sería el caso de, por ejemplo, un incendio provocado o de un atentado con una bomba.

## Pena
La pena que se impone al homicidio doloso varía entre los distintos ordenamientos jurídicos. Suele ser siempre mayor a la que se impone por el delito de homicidio culposo o negligente, entendiendo que la antijuridicidad de la acción es mayor cuando el mismo resultado se produce a sabiendas del peligro y con intención de causar daño. Para este se prevé pena de 3 a 6 años de prisión.[¿dónde?] Esto permite que el condenado reciba una pena en suspenso, es decir, que no la cumple en la cárcel.

## Definición
Nota: la información presentada en esta sección hace referencia principalmente al derecho en Estados Unidos y el Derecho Consuetudinario, con menciones ocasionales a los sistemas jurídicos de otras naciones.
El jurista inglés del siglo XVIII William Blackstone (citando a Edward Coke), en sus Comentarios sobre las leyes de Inglaterra' estableció la definición del derecho consuetudinario de homicidio doloso, que según esta definición se produce
cuando una persona, de sana memoria y discreción, mata ilegalmente a cualquier criatura razonable en el ser y bajo la paz del rey, con alevosía, ya sea expresa o implícita.
Los elementos del homicidio del derecho consuetudinario son:
- ilícito
- homicidio
- por acción u omisión criminal
- de un ser humano
- por otro ser humano
- con alevosía.[5]
- Ilícito - Distingue el homicidio de las muertes que se realizan dentro de los límites de la ley, como la pena capital, la defensa propia justificada o el homicidio de combatientes enemigos por combatientes legales, así como causar daños colaterales a no combatientes durante una guerra.[6]
- homicidio - En el derecho anglosajón la vida terminaba con paro cardiopulmonar[5] - el cese total e irreversible de la circulación sanguínea y la respiración.[5] Con los avances en la tecnología médica los tribunales han adoptado el cese irreversible de toda función cerebral como marcando el final de la vida.[5]
- Acto u omisión criminal - Matar puede cometerse mediante un acto o una omisión.[7]

- De un ser humano - Este elemento plantea la cuestión de cuándo comienza la vida. En el derecho consuetudinario, un feto no era un ser humano.[8] La vida comenzaba cuando el feto atravesaba la vagina y respiraba por primera vez.[5]
- Por otro ser humano - En los primeros tiempos del derecho anglosajón, el suicidio se consideraba homicidio.[5] El requisito de que la persona asesinada fuera alguien distinto del autor excluía el suicidio de la definición de homicidio.
- Con alevosía - Originalmente alevosía tenía su significado cotidiano - un homicidio deliberado y premeditado (intención previa) de otro motivado por mala voluntad. El homicidio requería necesariamente que transcurriera un tiempo apreciable entre la formación y la ejecución de la intención de matar. Los tribunales ampliaron el alcance del homicidio eliminando el requisito de premeditación y deliberación reales, así como el de verdadera malicia. Todo lo que se requería para que existiera alevosía era que el autor actuara con uno de los cuatro estados mentales que constituyen "alevosía".

Los cuatro estados mentales reconocidos en Estados Unidos como constitutivos de "alevosía" son:
1. Intención de matar,
2. Intención de infligir lesiones corporales graves sin llegar a la muerte,
3. Indiferencia irresponsable a un riesgo injustificadamente alto para la vida humana (a veces descrito como un "corazón abandonado y maligno"), o
4. Intención de cometer un delito grave peligroso (la doctrina del "homicidio doloso").

Bajo el estado mental (i), intención de matar, se aplica la regla del arma mortal. Por lo tanto, si el acusado utiliza intencionalmente un arma mortal o instrumento contra la víctima, tal uso autoriza una inferencia permisiva de intención de matar.  Ejemplos de armas e instrumentos mortales incluyen, pero no se limitan a, pistolas, cuchillos, toxinas mortales o productos químicos o gases e incluso vehículos cuando se utilizan intencionadamente para dañar a una o más víctimas.
En virtud del estado mental (iii), un "corazón abandonado y maligno", el homicidio debe ser el resultado de una conducta del acusado que implique una indiferencia temeraria hacia la vida humana y una indiferencia consciente de un riesgo irrazonable de muerte o lesiones corporales graves. En las jurisdicciones australianas, el riesgo irrazonable debe equivaler a una probabilidad prevista de muerte (o lesiones corporales graves en la mayoría de los estados), en lugar de una posibilidad.
En virtud del estado mental (iv), la doctrina del delito de homicidio, el delito cometido debe ser un delito inherentemente peligroso, como el robo, el incendio provocado, la violación, el robo o el secuestro. Es importante destacar que el delito subyacente no puede ser un delito menos grave como la agresión, de lo contrario todos los homicidios criminales serían homicidios, ya que todos son delitos graves.
En el derecho penal español, hay homicidio cuando concurre cualquiera de estos requisitos: Alevosía (empleo de medios para evitar riesgos al agresor o para que el delito quede impune), precio o recompensa (beneficio económico) o ensañamiento (aumentar deliberadamente el dolor de la víctima). Tras la última reforma del Código Penal español, en vigor desde el 1 de julio de 2015, otra circunstancia que convierte el homicidio en homicidio es el deseo de facilitar la comisión de otro delito o de impedir que sea descubierto.
Como ocurre con la mayoría de los términos jurídicos, la definición precisa de homicidio varía según las jurisdicciones y suele estar codificada en algún tipo de legislación. Incluso cuando la distinción legal entre homicidio y homicidio está clara, no es raro que un jurado declare a un acusado de homicidio culpable del delito menor. El jurado puede simpatizar con el acusado (por ejemplo, en un crimen pasional, o en el caso de una víctima acosada que mata a su torturador), y el jurado puede desear proteger al acusado de una sentencia de cadena perpetua o ejecución.

### Grados de homicidio
Algunas jurisdicciones dividen el homicidio por grados. La distinción entre homicidio en primer y segundo grado existe, por ejemplo, en la Ley canadiense sobre el homicidio y la Ley estadounidense sobre el homicidio.
La división más común es entre homicidio en primer y segundo grado. Generalmente, el homicidio en segundo grado es un homicidio de derecho común, y el de primer grado es una forma agravada. Los factores agravantes del homicidio en primer grado dependen de la jurisdicción, pero pueden incluir una intención específica de matar, premeditación o deliberación. En algunas, los homicidios cometidos mediante actos como estrangulamiento, envenenamiento o acecho también se tratan como homicidio en primer grado.  Algunos estados de EE. UU. distinguen además el homicidio en tercer grado, pero difieren significativamente en los tipos de homicidios que clasifican como de segundo grado frente a los de tercer grado. Por ejemplo, Minnesota define el homicidio en tercer grado como homicidio a corazón depravado, mientras que Florida define el homicidio en tercer grado como homicidio por delito grave (excepto cuando el delito grave subyacente se enumera específicamente en la definición de homicidio en primer grado).
Algunas jurisdicciones también distinguen el homicidio premeditado. Este es el delito de causar ilícita e intencionalmente la muerte de otro ser humano (también conocido como homicidio) después de considerar racionalmente el momento o el método para hacerlo, ya sea para aumentar la probabilidad de éxito, o para evadir la detección o aprehensión. Las leyes estatales de Estados Unidos varían en cuanto a las definiciones de "premeditación". En algunos estados, la premeditación puede interpretarse como algo que tiene lugar unos segundos antes del homicidio. El homicidio premeditado es una de las formas más graves de homicidio, y se castiga más severamente que el homicidio involuntario u otros tipos de homicidio, a menudo con cadena perpetua sin posibilidad de libertad condicional, o en algunos países, la pena de muerte. En EE. UU., la ley federal (USCSub 18 1111 a) tipifica como delito el homicidio premeditado, el homicidio con alevosía y el homicidio en segundo grado cometidos en situaciones en las que se aplica la jurisdicción federal. En Canadá, el criminal code clasifica el homicidio en primer o segundo grado. El primer tipo de homicidio suele denominarse homicidio premeditado, aunque la premeditación no es la única forma en que el homicidio puede clasificarse como de primer grado.

### Derecho consuetudinario
Según Blackstone, el derecho consuetudinario inglés identificaba el homicidio como un mal público. Según el derecho anglosajón, el homicidio se considera malum in se, es decir, un acto que es malo en sí mismo. Un acto como el homicidio es incorrecto o malo por su propia naturaleza, y es la propia naturaleza del acto la que no requiere ningún detalle o definición específica en la ley para considerar el homicidio un delito.
Algunas jurisdicciones todavía adoptan una visión del homicidio basada en el derecho consuetudinario. En tales jurisdicciones, lo que se considera homicidio se define por precedente jurisprudencia o decisiones anteriores de los tribunales de justicia. Sin embargo, aunque el derecho consuetudinario es por naturaleza flexible y adaptable, en aras tanto de la certeza como de asegurar las condenas, la mayoría de las jurisdicciones de derecho consuetudinario han codificado su derecho penal y ahora tienen definiciones legales de homicidio.

### Exclusiones

#### General
Aunque las leyes varían según el país, hay circunstancias de exclusión que son comunes en muchos sistemas jurídicos.
- El homicidio de combatientes enemigos que no se han rendido, cuando lo cometen combatientes legítimos de acuerdo con órdenes legítimas de guerra, no suele considerarse homicidio.  Los homicidios ilícitos dentro de una guerra pueden constituir homicidio o crimen de guerra homicida; véase Leyes de guerra.
- Derecho de legítima defensa (defensa propia): actuar en defensa propia o en defensa de otra persona se acepta generalmente como justificación legal para matar a una persona en situaciones que, de otro modo, habrían sido homicidio. Sin embargo, un homicidio en defensa propia podría considerarse homicidio involuntario si el asesino estableció el control de la situación antes de que se produjera el homicidio. En el caso de la legítima defensa, se denomina "homicidio justificado".[19]
- Los homicidios ilegítimos sin dolo o intención se consideran homicidio involuntario.
- En muchos países de derecho consuetudinario, la provocación es una defensa parcial ante un cargo de homicidio que actúa convirtiendo lo que de otro modo habría sido homicidio en homicidio involuntario (se trata del homicidio voluntario, que es más grave que el involuntario).
- Los homicidios accidentales se consideran homicidios. Dependiendo de las circunstancias, pueden o no considerarse delitos; a menudo se consideran homicidios involuntarios.
- El suicidio no constituye homicidio en la mayoría de las sociedades. Ayudar a un suicida, sin embargo, puede considerarse homicidio en algunas circunstancias.

#### Específico de ciertos países
- Pena capital: algunos países practican la pena de muerte. La pena capital puede ser ordenada por un tribunal legítimo como resultado de una condena en un juicio penal con garantías procesales por un delito grave. Todos los Estados miembros del Consejo de Europa tienen prohibido aplicar la pena de muerte.
- Eutanasia, suicidio asistido por un médico: la administración de fármacos letales por parte de un médico a un paciente enfermo terminal, si la intención es únicamente aliviar el dolor, en muchas jurisdicciones se considera un caso especial (véase la doctrina del doble efecto y el caso de Dr. John Bodkin Adams).[20]
- Matar para evitar el robo de la propiedad de uno puede ser legal en determinadas circunstancias, dependiendo de la jurisdicción.[21]  En 2013, un jurado del sur de Texas absolvió a un hombre que mató a una trabajadora sexual que intentó huir con su dinero.[22]
- Matar a un intruso al que el propietario encuentra en su casa (habiendo entrado ilegalmente): legal en la mayoría de los estados de EE. UU. (véase doctrina Castle).[23]
- Matar para prevenir formas específicas de violación con agravantes o agresión sexual - homicidio del atacante por la víctima potencial o por testigos de la escena; legal en partes de los EE. UU. y en varios otros países.[24]
- En algunos países, el homicidio de una mujer o una niña en circunstancias específicas (por ejemplo, cuando comete adulterio y es asesinada por su marido u otros miembros de la familia, lo que se conoce como crimen de honor) no se considera homicidio.[25]
- En Estados Unidos, en la mayoría de los estados y en la jurisdicción federal, un homicidio por parte de un agente de policía está excluido de enjuiciamiento si el agente cree razonablemente que está siendo amenazado con fuerza mortal por la víctima. Esto puede incluir acciones de la víctima como meter la mano en la guantera o en el bolsillo para buscar el permiso de conducir y la matrícula, si el agente cree razonablemente que la víctima podría estar buscando un arma. (Aunque a menudo no se considera homicidio incluso cuando el agente no se ve amenazado).[26]

### Víctima
Todas las jurisdicciones exigen que la víctima sea una persona física; es decir, un ser humano que todavía estaba vivo antes de ser asesinado. En otras palabras, según la ley no se puede asesinar a un cadáver, una corporación, un animal no humano o cualquier otro organismo no humano como una planta o una bacteria.
El estatuto de homicidio de California, código penal sección 187, mencionaba expresamente al feto como susceptible de ser asesinado, y fue interpretada por el Tribunal Supremo de California en 1994 en el sentido de que no exigía ninguna prueba de la viabilidad del feto como requisito previo para una condena por homicidio. Esta sentencia tiene dos implicaciones. En primer lugar, un acusado en California puede ser condenado por homicidio por matar a un feto al que la propia madre podría haber puesto fin sin cometer un delito. Y en segundo lugar, como afirmó el juez Stanley Mosk en su disidencia, dado que las mujeres que llevan fetos no viables pueden no estar visiblemente embarazadas, puede ser posible que un acusado sea condenado por asesinar intencionadamente a una persona que no sabía que existía.

### Circunstancias atenuantes
Algunos países permiten que las condiciones que "afectan al equilibrio mental" se consideren circunstancias atenuantes. Esto significa que una persona puede ser declarada culpable de "homicidio involuntario" sobre la base de la "responsabilidad disminuida" en lugar de ser declarada culpable de homicidio, si se puede demostrar que el asesino sufría una enfermedad que afectó a su juicio en ese momento. La depresión, el trastorno de estrés postraumático y los efectos secundarios de la medicación son ejemplos de afecciones que pueden tenerse en cuenta a la hora de evaluar la responsabilidad. 

#### Insanidad
La defensa por trastorno mental (demencia) puede aplicarse a una amplia gama de trastornos, incluida la psicosis causada por la esquizofrenia y la demencia, y exime a la persona de la necesidad de someterse al estrés de un juicio en cuanto a su responsabilidad. Normalmente, el sociopatía y otros trastornos de la personalidad no se consideran legalmente demencia. En algunas jurisdicciones, tras la vista previa al juicio para determinar el alcance del trastorno, puede utilizarse la defensa de "no culpable por razón de demencia" para obtener un veredicto de no culpabilidad. Esta defensa tiene dos elementos:
- Que el acusado tenía una enfermedad, dolencia o defecto mental grave.
- Que la condición mental del acusado, en el momento del homicidio, hizo que el autor fuera incapaz de distinguir el bien del mal, o que lo que estaba haciendo estaba mal.

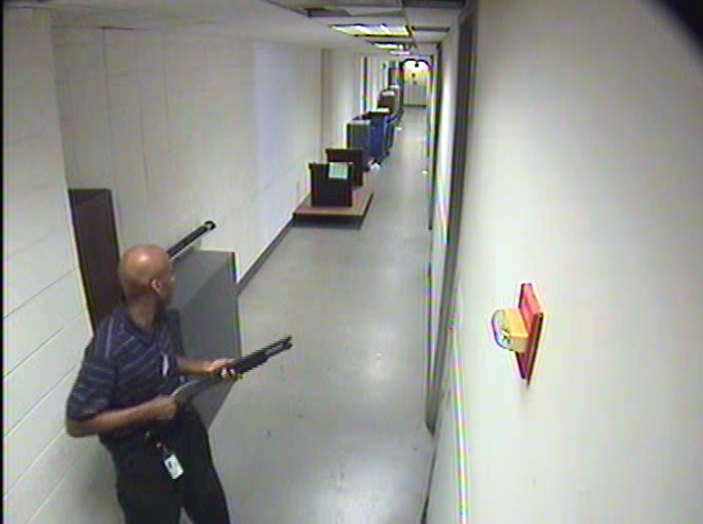
Aaron Alexis sosteniendo una escopeta durante su alboroto

Según la ley de Nueva York, por ejemplo:
§ 40.15 Enfermedad o defecto mental. En cualquier enjuiciamiento por un delito, es una defensa afirmativa que cuando el acusado participó en la conducta prohibida, carecía de responsabilidad penal por razón de enfermedad o defecto mental. Dicha falta de responsabilidad penal significa que en el momento de la conducta, como resultado de una enfermedad o defecto mental, carecía de capacidad sustancial para conocer o apreciar: 1. 1. La naturaleza y las consecuencias de dicha conducta; o 2. Que dicha conducta era incorrecta. Ley Penal de Nueva York, § 40.15.
Según el Código Penal francés:

Artículo 122-1
- No es penalmente responsable la persona que, en el momento de la comisión del hecho, padecía un trastorno psíquico o neuropsicológico que destruía su discernimiento o su capacidad de controlar sus actos.
- Sigue siendo punible quien, en el momento de cometer el hecho, padecía un trastorno psíquico o neuropsicológico que reducía su discernimiento o impedía su capacidad de controlar sus actos; no obstante, el tribunal lo tendrá en cuenta al decidir la pena y determinar su régimen.

Aquellos que argumentan con éxito una defensa basada en un trastorno mental suelen ser remitidos a tratamiento clínico obligatorio hasta que se certifica que son seguros para ser liberados de nuevo en la comunidad, en lugar de la cárcel.

#### Depresión posparto
La depresión posparto (también conocida como depresión postnatal) está reconocida en algunos países como atenuante en casos de infanticidio. Según Susan Friedman, "dos docenas de naciones tienen leyes contra el infanticidio que disminuyen la pena para las madres que matan a sus hijos de hasta un año de edad. Estados Unidos no cuenta con una ley de este tipo, pero las madres con enfermedades mentales pueden declararse no culpables por motivos de demencia." En la ley de la República de Irlanda, el infanticidio se convirtió en un delito independiente del homicidio en 1949, aplicable para la madre de un bebé menor de un año cuando "el equilibrio de su mente se haya visto perturbado por no haberse recuperado completamente del efecto de dar a luz al niño o por el efecto de la lactancia consecuente al nacimiento del niño". Desde la independencia, las penas de muerte por homicidio en estos casos siempre habían sido conmutadas; la nueva ley pretendía "eliminar todo el terrible ritual del birrete negro y las solemnes palabras del juez pronunciando la sentencia de muerte en aquellos casos... en los que está claro para el Tribunal y para todo el mundo, excepto quizás para el desafortunado acusado, que la sentencia nunca se llevará a cabo. " En Rusia, el homicidio de un recién nacido por la madre es un delito independiente desde 1996.

#### No intencionalidad
Para que un homicidio se considere homicidio en nueve de los cincuenta estados de EE. UU., normalmente tiene que haber un elemento de intencionalidad. Un acusado puede alegar que tomó precauciones para no matar, que la muerte no podía preverse o que era inevitable. Por regla general, homicidio involuntario constituye homicidio imprudente, pero el homicidio involuntario también incluye el homicidio por negligencia criminal (es decir, por negligencia grave).  Un homicidio no intencionado que resulta de una acción involuntaria generalmente no puede constituir homicidio. Tras examinar las pruebas, un juez o un jurado (dependiendo de la jurisdicción) determinaría si el homicidio fue intencionado o no.

#### Capacidad disminuida
En jurisdicciones que utilizan el Código Penal Uniforme, como California, la capacidad disminuida puede ser una defensa. Por ejemplo, Dan White utilizó esta defensa para obtener una condena por homicidio involuntario, en lugar de homicidio, en los homicidios del alcalde George Moscone y el supervisor Harvey Milk. Posteriormente, California modificó su código penal para establecer que "Como cuestión de política pública no habrá defensa de capacidad disminuida, responsabilidad disminuida, o impulso irresistible en una acción criminal...."

### Circunstancias agravantes
El homicidio con circunstancias agravantes especificadas suele castigarse con mayor dureza. Dependiendo de la jurisdicción, tales circunstancias pueden incluir:
- Premeditación
- Envenenamiento
- homicidio de un niño
- homicidio cometido durante una agresión sexual
- homicidios múltiples cometidos dentro de una transacción criminal o en diferentes transacciones como parte de un esquema más amplio.
- homicidio de un agente de policía,[41] juez, bombero o testigo de un crimen.[42]
- homicidio de una mujer embarazada
- Delito cometido a cambio de una remuneración u otra recompensa, como homicidio por encargo.
- Brutalidad o crueldad excepcionales.
- homicidio cometido por un delincuente previamente condenado por homicidio
- Métodos peligrosos para el público,[43] por ejemplo, explosiones, incendios provocados, disparos contra una multitud, etc.[44]
- homicidio por una causa política[41][45]
- homicidio cometido para ocultar otro delito o facilitar su comisión.[46]
- Crímenes de odio, que se producen cuando el autor ataca a una víctima por su supuesta pertenencia a un determinado grupo social.
- Traición (por ejemplo, [:de:Heimtücke|Heimtücke]] en Derecho alemán).

En Estados Unidos y Canadá, estos homicidios se denominan en primer grado o con agravante. Según el Derecho penal inglés, el murder siempre conlleva una life sentence obligatoria, pero no se clasifica en grados. Las penas por homicidio cometido en circunstancias agravantes suelen ser más elevadas en el derecho inglés que el período mínimo de 15 años sin libertad condicional que sirve de punto de partida para un homicidio cometido por un adulto.

### Regla del delito de homicidio
Una doctrina legal en algunas jurisdicciones de derecho consuetudinario amplía el delito de homicidio: cuando un delincuente mata en la comisión de un delito peligroso, (independientemente de la intención), es culpable de homicidio. Sus partidarios suelen justificar la regla del homicidio doloso como medio para prevenir delitos graves peligrosos, pero el caso de Ryan Holle demuestra que se puede utilizar muy ampliamente.

### Regla del año y un día
En algunas jurisdicciones de derecho consuetudinario, un acusado acusado de homicidio no es culpable si la víctima sobrevive durante más de un año y un día después del ataque. Esto refleja la probabilidad de que si la víctima muere, otros factores habrán contribuido a la causa de la muerte, rompiendo la cadena de causación; y también significa que la persona responsable no tiene un cargo de homicidio "colgando sobre su cabeza indefinidamente". Sujeto a cualquier plazo de prescripción, el acusado podría seguir siendo acusado de un delito que refleje la gravedad de la agresión inicial.
Con los avances de la medicina moderna, la mayoría de los países han abandonado un periodo de tiempo fijo y prueban la causalidad en función de los hechos del caso. Esto se conoce como "muerte retardada" y los casos en los que se aplicó o se intentó aplicar se remontan al menos a 1966.
En Inglaterra y Gales, la "regla del año y un día" fue abolida por la Ley de Reforma Legislativa (Regla del año y un día) de 1996. Sin embargo, si la muerte se produce tres años o más después del ataque original, el enjuiciamiento sólo puede tener lugar con la aprobación del fiscal general.
En Estados Unidos, muchas jurisdicciones también han abolido esta norma. La abolición de la norma se ha logrado mediante la promulgación de códigos penales estatutarios, que tuvieron el efecto de desplazar las definiciones de delitos del derecho consuetudinario y las defensas correspondientes. En 2001, el Tribunal Supremo de los Estados Unidos sostuvo que la aplicación retroactiva de la decisión de un tribunal supremo estatal que abolía la regla del año y un día no violaba la Ex Post Facto Cláusula del Artículo Uno de la Constitución de Estados Unidos.
El efecto potencial de la abolición total de la norma puede verse en el caso de William Barnes, de 74 años, acusado del homicidio de un policía de Filadelfia, Walter T. Barclay Jr., al que había disparado casi 41 años antes. Barnes había cumplido 16 años de cárcel por intentar asesinar a Barkley, pero cuando el policía murió el 19 de agosto de 2007, se alegó que había sido por complicaciones de las heridas sufridas por el tiroteo, y Barnes fue acusado de su homicidio. Fue absuelto el 24 de mayo de 2010.